# Л'Олмо (Болоња)
Л'Олмо (итал. L'Olmo) је насеље у Италији у округу Болоња, региону Емилија-Ромања.
Према процени из 2011. у насељу је живело 36 становника. Насеље се налази на надморској висини од 19 м.